# Xylocopa mimetica
Xylocopa mimetica är en biart som beskrevs av Cockerell 1915. Xylocopa mimetica ingår i släktet snickarbin, och familjen långtungebin. Inga underarter finns listade i Catalogue of Life.